# Marcus Wyatt (Musiker)

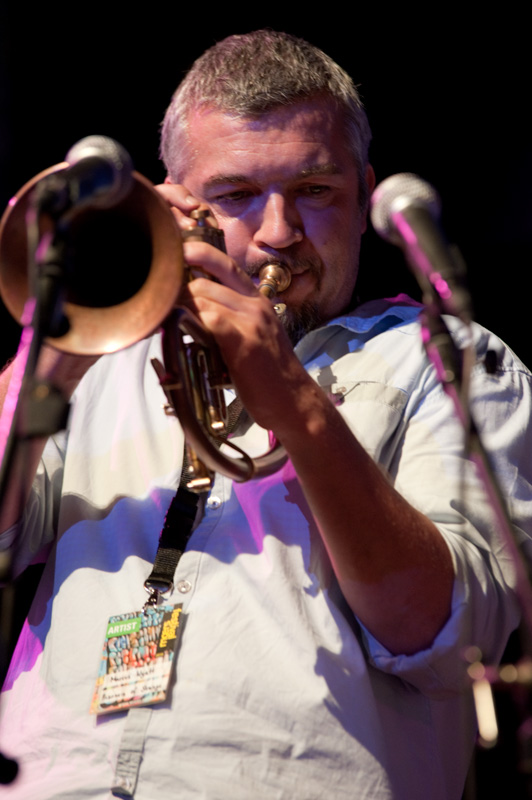
Marcus Wyatt, mœrs festival 2010

Marcus Wyatt (* 1971 in Kapstadt) ist ein südafrikanischer Jazzmusiker (Trompete, Komposition) und Musikproduzent.

## Leben und Wirken
Wyatt, der in Port Elizabeth aufwuchs, wurde zunächst durch Folk und Blues geprägt, da sein Vater der Vorsitzende des örtlichen Folkclubs war. Mit elf Jahren begann er Trompete zu lernen und spielte während der Highschool-Zeit in der Schulband. Er konzentrierte sich zunächst auf klassische Musik und spielte in Orchestern der Region. Erst während der Militärzeit, wo er in der Naval Band spielte, wurde sein Interesse für Jazz geweckt. Er setzte seine Studien auf dem College of Music der University of Cape Town fort, wo er mit einem Master in Komposition und Arrangement abschloss. Er spielte dann mit dem eigenen Quartett, aber auch mit den Blues Broers und dem Cape Town Jazz Orchestra. Sein erstes Album Gathering wurde für den South African Music Award nominiert. 2001 lebte er in Amsterdam, wo er unter anderem mit Clarence Beckton, Fra Fra Sound, Monica Akihary, Paul Stocker, Sean Bergin und The Red Hot Chili Peppers arbeitete. Zurück in Südafrika legte er das Album Africans in Space vor, das Zacks Nkosi gewidmet war. Daneben arbeitete er als Produzent für die Heavy Spirits und das Quintett Voice. Er trat auf allen südafrikanischen Festivals und auf dem North Sea Jazz Festival auf. Ab 2006 konzentrierte er sich auf die Arbeit mit Language 12. 2010 trat er mit den Prisoners of Strange um Carlo Mombelli auf dem mœrs festival auf, mit dem er auch mehrere Alben einspielte. Auch ist er an Aufnahmen von Winston Mankunku Ngozi, Paul Hanmer, Jimmy Dludlu, Sibongile Khumalo, Hotep Idris Galeta, Vusi Mahlasela, McCoy Mrubata, Zim Ngqawana und Thandi Ntuli beteiligt.

## Diskographische Hinweise
- Gathering (2000)
- Africans in Space (2002)
- Language 12 (2006)
- Marcus Wyatt & Language 12: Live @ House of Nsako (2009) DVD
- ZAR